# Hans-Jörg Krüger
Hans-Jörg Krüger, né le 26 janvier 1942, à Quedlinbourg, en République fédérale d'Allemagne, est un ancien joueur allemand de basket-ball.